# Hymn do Nirwany
Hymn do Nirwany – wiersz Kazimierza Przerwy-Tetmajera, opublikowany w 1894. Utwór należy do szkolnego kanonu poezji polskiej. Opiera się na paralelizmie i refrenie. Jest napisany symetrycznym czternastozgłoskowcem. Rytm wiersza jest jambiczny, akcenty padają głównie na parzyste sylaby obu siedmiozgłoskowych półwierszy sSsSsSs||sSsSsSs.
Z otchłani klęsk i cierpień podnoszę głos do ciebie,
Nirwano!
Przyjdź twe królestwo jako na ziemi, tak i w niebie,
Nirwano!
W omawianym wierszu poeta odwołuje się do buddyjskiego pojęcia nirwany, czyli stanu, w którym człowiek nie doznaje żadnych odczuć, a w szczególności cierpienia. Tę koncepcję poeta przejął zapewne z filozofii Artura Schopenhauera. Jednocześnie wiersz jest wystylizowany na litanię. Na język angielski omawiany wiersz przełożył Jarek Zawadzki.